# هسو تشيه يو
هسو تشيه يو (بالصينية: 許絜瑜) مواليد 14 يناير 1992 في تايوان، هي لاعبة كرة مضرب صينية وتحتل حالياً المرتبة 363 (مارس 7, 2016) في تصنيف رابطة محترفات كرة المضرب. أعلى تصنيف لها في الفردي كان 224. أعلى تصنيف لها في الزوجي كان 114.

## النهائيات

### الفردي (4–0)
| الحصيلة | الرقم | التاريخ         | الدورة            | الأرضية | المنافس           | النتيجة  |
| ------- | ----- | --------------- | ----------------- | ------- | ----------------- | -------- |
| الفوز   | 1.    | ديسمبر 14, 2009 | فيراكروز، المكسيك | صلبة    | فيفيان سغنيني     | 7–5, 6–4 |
| الفوز   | 2.    | يونيو 13, 2011  | تايبيه، تايوان    | صلبة    | تشان تشين وي      | 6–1, 6–4 |
| الفوز   | 3.    | سبتمبر 5, 2011  | أنطاليا، تركيا    | صلبة    | كريستينا شاكوفيتس | 6–4, 6–0 |
| الفوز   | 4.    | سبتمبر 19, 2011 | أضنة، تركيا       | صلبة    | نيكولا فرانكوفا   | 6–0, 7–5 |

## روابط خارجية
- هسو تشيه يو على موقع رابطة محترفات التنس (الإنجليزية)
- هسو تشيه يو على موقع الاتحاد الدولي لكرة المضرب (الإنجليزية)
- هسو تشيه يو على موقع كأس بيلي جين كينغ (الإنجليزية)
- هسو تشيه يو على موقع خلاصة التنس.كوم (الإنجليزية)
- هسو تشيه يو على موقع أوليمبيديا (الإنجليزية)